# Festes de Bòrees
Les festes de Bòrees eren un festival celebrat a l'antiga Atenes en honor de Bòrees, el deu del vent del nord. Els que participaven en la festa s'anomenaven boreasmes (grec antic: βορεασμοί).
Heròdot pensava que havia estat instituït durant les guerres mèdiques, quan els atenesos van pregar a Bòrees per mandat d'un oracle i, immediatament després, les forces navals de Xerxes van ser destruïdes per un fort vent del nord davant de la ciutat de Sèpies. Els atenesos, agraïts, van erigir un temple en el seu honor.
No obstant això, ja abans d'aquestes guerres hi havia un culte a Bòrees, vinculat a l'antiga història de l'Àtica. Es deia que Bòrees havia raptat i s'havia casat amb Oritia, filla d'Erecteu, rei d'Atenes, segons diuen Heròdot i Pausànias. No es coneixen detalls de la festa, només que se celebrava amb banquets.
Pausànias diu que a Megalòpolis es feia un festival en honor de Bòrees amb sacrificis anyals, que commemoraven l'alliberament del poder lacedemoni. També es feien cerimònies a Túrios per commemorar la destrucció d'una flota de Dionisi de Siracusa; els habitants de Túrios van adoptar el culte de Bòrees i li van dedicar un temple.